# Энгорок
Энгорок — село в Хилокском районе Забайкальского края России. Административный центр и единственный населённый пункт Сельского поселения «Энгорокское». Основано в 1900 году.

## География
Село находится в южной части района, на левом берегу реки Блудная, на расстоянии примерно 40 км (по прямой) к юго-юго-западу (SSW) от города Хилок, административного центра района. Абсолютная высота — 930 м над уровнем моря.
Климат
Климат характеризуется как резко континентальный, с продолжительной морозной зимой и коротким тёплым летом. Среднегодовая температура воздуха составляет −4,2 °С. Средняя многолетняя температура самого холодного месяца (января) составляет −27 — −25 °С (абсолютный минимум — −52 °С), температура самого тёплого (июля) — 16 — 17 °С (абсолютный максимум — 39 °С). Среднегодовое количество осадков — 439 мм.
Часовой пояс
Село Энгорок, как и весь Забайкальский край, находится в часовой зоне МСК+6. Смещение применяемого времени относительно UTC составляет +9:00.

## Население
| 2010 | 2012 | 2013 | 2014 | 2015 | 2016 | 2017 |
| ---- | ---- | ---- | ---- | ---- | ---- | ---- |
| 171  | ↘163 | ↘160 | ↘159 | ↘155 | ↘153 | ↘148 |
| 2018 | 2019 | 2020 | 2021 |      |      |      |
| ↘145 | ↘138 | ↗140 | ↘127 |      |      |      |

Половой состав
По данным Всероссийской переписи населения 2010 года, в гендерной структуре населения мужчины составляли 56,7 %, женщины — соответственно 43,3 %.
Национальный состав
Согласно результатам переписи 2002 года, в национальной структуре населения русские составляли 100 % из 217 чел.

## Инфраструктура
В селе функционируют фельдшерско-акушерский пункт, пожарная станция, школа, детский сад, сельский клуб и библиотека.